# Carl Friedrich Zelter
Carl Friedrich Zelter, född 11 december 1758 i Berlin, död 15 maj 1832 i Berlin, var en tysk musiker.

## Biografi
Zelter började liksom sin far som murare. På grund av Zelters ökande intresse för musik grundade han 1791 en akademi för sång och blev år 1800 dess ledare. År 1806 blev Zelter hedersmedlem och 1809 professor i Berlins konstakademi (Akademie der Künste). Han grundade samma år en förening för manskörer, Liedertafel, och tog initiativ till byggandet av ett hus för sångakademin nära Unter den Linden. Byggnaden är idag en teater, Maxim-Gorki-Theater.
Carl Zelter var lärare till flera andra musiker, som Felix Mendelssohn, Otto Nicolai och Giacomo Meyerbeer. Zelters skrifter lade grundstenen till musikutbildningen vid Berlins universitet (idag Humboldt-Universität zu Berlin), som grundades 1810. Till hans inspirationskällor räknas Bach och Händel. 1802 blev Zelter nära vän till Johann Wolfgang von Goethe och vänskapen upprätthölls med flera brev.

## Eftermäle
Asteroiden 15808 Zelter är uppkallad efter honom.

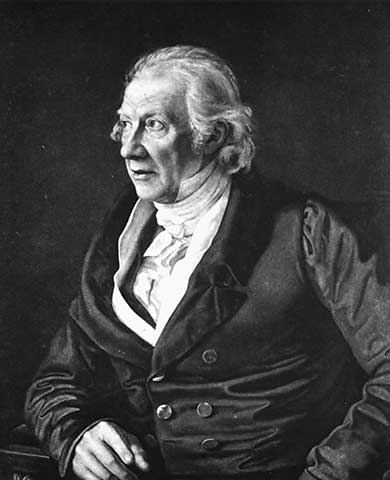
Carl Friedrich Zelter